# Castrelos e Carrazedo
Castrelos e Carrazedo (oficialmente: União das Freguesias de Castrelos e Carrazedo) é uma freguesia portuguesa do município de Bragança, com 50,53 km² de área e 214 habitantes (censo de 2021). A sua densidade populacional é 4,2 hab./km².

## História
Foi constituída em 2013, no âmbito de uma reforma administrativa nacional, pela agregação das antigas freguesias de Castrelos e Carrazedo e tem a sede em Castrelos.

## Demografia
A população registada nos censos foi:
| Distribuição da População por Grupos Etários | Distribuição da População por Grupos Etários | Distribuição da População por Grupos Etários | Distribuição da População por Grupos Etários | Distribuição da População por Grupos Etários | Distribuição da População por Grupos Etários |
| -------------------------------------------- | -------------------------------------------- | -------------------------------------------- | -------------------------------------------- | -------------------------------------------- | -------------------------------------------- |
| Antes da agregação                           |                                              |                                              |                                              |                                              |                                              |
| Ano                                          | 0-14 anos                                    | 15-24 anos                                   | 25-64 anos                                   | >= 65 anos                                   | Total                                        |
| 2001                                         | 39                                           | 25                                           | 139                                          | 129                                          | 332                                          |
| 2011                                         | 13                                           | 19                                           | 103                                          | 106                                          | 241                                          |
| Após a agregação                             |                                              |                                              |                                              |                                              |                                              |
| Ano                                          | 0-14 anos                                    | 15-24 anos                                   | 25-64 anos                                   | >= 65 anos                                   | Total                                        |
| 2021                                         | 6                                            | 10                                           | 90                                           | 108                                          | 214                                          |

## Aldeias
A união de freguesias é composta por três aldeias:
- Alimonde
- Carrazedo
- Castrelos